# Bisdom Alto Solimões
Het bisdom Alto Solimões (Latijn: Dioecesis Solimões Superioris) is een rooms-katholiek bisdom met als zetel Tabatinga, in de microregio Alto Solimões, in Brazilië. Het bisdom is suffragaan aan het aartsbisdom Manaus.

## Geschiedenis
Het bisdom werd opgericht op 23 mei 1910, als de apostolische prefectuur Alto Solimões, uit delen van het bisdom Amazonas. Op 11 augustus 1950 werd het verheven tot territoriale prelatuur, en was suffragaan aan het aartsbisdom Belém do Pará. Op 16 februari 1952 wisselde het van kerkprovincie en werd suffragaan aan het aartsbisdom Manaus. Op 14 augustus 1991 werd het verheven tot bisdom. 

## Parochies
Het bisdom had in 2020 een oppervlakte van 131.613 km2 en telde 219.941 inwoners waarvan 47,9% rooms-katholiek was.

## Bisschoppen
- Evangelista Galea (6 september 1910 - 31 januari 1938)
- Tomaz M. de Marcellano (18 november 1938 - 1945)
- Wesceslau Nazareno Ponti (8 november 1946 - 29 juni 1952)
- Cesário Alexandre Minali (1 maart 1955 - 9 april 1958)
- Adalberto Domingos Marzi (4 februari 1961 - 12 september 1990; apostolisch administrator sinds 8 april 1959)
- Evangelista Alcimar Caldas Magalhães (12 september 1990 - 20 mei 2015)
- Adolfo Zon Pereira (20 mei 2015 - heden)

Manaus (aartsbisdom) · Alto Solimões · Borba · Coari · Itacoatiara (territoriale prelatuur) · Parintins · Roraima · São Gabriel da Cachoeira · Tefé (territoriale prelatuur)